# Gerichtsbezirk Trautenau
Der Gerichtsbezirk Trautenau (tschechisch: soudní okres Trutnov) war ein dem Bezirksgericht Trautenau unterstehender Gerichtsbezirk im Kronland Böhmen. Er umfasste Gebiete im Norden Böhmens. Zentrum und Gerichtssitz des Gerichtsbezirks war die Stadt Trautenau (Trutnov). Das Gebiet gehörte seit 1918 zur neu gegründeten Tschechoslowakei und ist seit 1991 Teil der Tschechischen Republik.

## Geschichte
Die ursprüngliche Patrimonialgerichtsbarkeit wurde im Kaisertum Österreich nach den Revolutionsjahren 1848/49 aufgehoben. An ihre Stelle traten die Bezirks-, Landes- und Oberlandesgerichte, die nach den Grundzügen des Justizministers geplant und deren Schaffung am 6. Juli 1849 von Kaiser Franz Joseph I. genehmigt wurde. Der Gerichtsbezirk Trautenau gehörte zunächst zum Kreis Jičín und umfasste 1854 die 45 Katastralgemeinden Altrognitz, Altsedlowitz, Bausnitz, Bösig, Burgersdorf, Deutsch Prausnitz, Döberle, Eipel, Gabersdorf, Goldenöls, Hartmannsdorf, Heindorf, Hohenbruck, Jungbuch, Kaltenhof, Keule, Markausch, Mittelaltenbuch, Niederaltenbuch, Nieder-Altstadt, Niedersoor, Nimmersatt, Oberaltenbuch, Ober-Altstadt, Obersoor, Parschnitz, Petersdorf, Petrowitz, Pilnikau, Pilsdorf (I. Theil), Pilsdorf (II. Theil), Qualisch, Ratowenz, Ratsch, Rudersdorf, Silberstein, Slatin, Staudenz, Trautenau, Trautenbach, Trübenwasser, Weigelsdorf, Welhota, Wildschitz und Wolta. Der Gerichtsbezirk Trautenau bildete im Zuge der Trennung der politischen von der judikativen Verwaltung ab 1868 gemeinsam mit den Gerichtsbezirken Marschendorf (Horní Maršov) und Schatzlar (Žacléř) den Bezirk Trautenau.
Im Jahr 1875 erfolgte die Vereinigung der tschechischsprachigen Gemeinden Eipel und Petrovic des Gerichtsbezirks Trautenau sowie der tschechischsprachigen Gemeinden Batnovic, Hawlowic, Hertin, Liebenthal, Marschau, Sangwitz sowie Groß- und Klein-Schwadowitz des Gerichtsbezirks Nachod zum Gerichtsbezirk Eipel. Seine Amtswirksamkeit erlangte der Gerichtsbezirk per 1. Juli 1876, als das Bezirksgericht Eipel seine Tätigkeit aufnahm, wodurch die Gemeinden Eipel und Petrovic per diesem Datum aus dem Gerichtsbezirk Trautenau ausgeschieden wurden. Der Gerichtsbezirk Eipel war in der Folge jedoch Teil des Bezirks Trautenau.
Im Gerichtsbezirk Trautenau lebten 1869 39.980 Menschen 1900 waren es 45.653 Personen. Der Gerichtsbezirk Trautenau wies 1910 eine Bevölkerung von 47.851 Personen auf, von denen 45.741 Deutsch (95,6 %) und 1.653 Tschechisch (3,5 %) als Umgangssprache angaben. Im Gerichtsbezirk lebten zudem 457 Anderssprachige oder Staatsfremde.
Durch die Grenzbestimmungen des am 10. September 1919 abgeschlossenen Vertrages von Saint-Germain kam der Gerichtsbezirk Trautenau vollständig zur neugegründeten Tschechoslowakei, wobei die Gerichtseinteilung bis 1938 im Wesentlichen bestehen blieb. Nach dem Münchner Abkommen wurde das Gebiet dem Landkreis Trautenau zugeschlagen. Nach dem Zweiten Weltkrieg gehörte das Gebiet zum Okres Trutnov, dessen Behörden jedoch im Zuge einer Verwaltungsreform 2003 ihre Verwaltungskompetenzen verloren. Diese werden seitdem von den Gemeinden bzw. dem Královéhradecký kraj, zudem das Gebiet um Trautenau seit Beginn des 21. Jahrhunderts gehört, wahrgenommen.

## Gerichtssprengel
Der Gerichtssprengel umfasste 1910 die 33 Gemeinden Altenbuch (Staré Buky), Altrognitz (Starý Rokytník), Altsedlowitz (Starý Sedloňov), Bausnitz (Bohuslavice), Bösig (Bezděkov), Burkersdorf (Střítež), Deutsch Prausnitz (Německá Brusnice), Döberle (Debrné), Gabersdorf (Libeč), Goldenöls (Zlatá Olešnice), Hartmannsdorf (Hertvíkovice), Jungbuch (Mladé Buky), Kaile (Kyje), Markausch (Markoušovice), Niedersoor (Dolní Žďár), Nimmersatt (Nesytá), Oberaltstadt (Horní Staré Město), Obersoor (Horní Žďár), Parschnitz (Poříčí), Petersdorf (Petříkovice), Pilnikau (Pilníkov), Pilsdorf (Pilníkov), Qualisch (Chvaleč), Raatsch (Radeč), Radowenz (Radvanice), Slatin (Slavětín), Staudenz (Studenec), Trautenau (Trutnov), Trautenbach (Babí), Weigelsdorf (Volanov), Welhotta (Lhota), Wildschütz (Vlčice) und Wolta (Voletiny).